# Cerkiew św. Michała Archanioła w Torzymiu
Cerkiew pod wezwaniem św. Michała Archanioła – prawosławna cerkiew parafialna w Torzymiu. Należy do dekanatu Zielona Góra diecezji wrocławsko-szczecińskiej Polskiego Autokefalicznego Kościoła Prawosławnego.
Świątynia mieści się przy ulicy Sulęcińskiej 8.
Cerkiew jest byłą kaplicą cmentarną z XIX w., przystosowaną w 1948 do potrzeb liturgii prawosławnej. W 1982 dobudowano przedsionek. W 1994 naprawiono dach oraz pomalowano kaplicę wewnątrz i na zewnątrz. Pierwszy ikonostas był wykonany przez parafian, obecny pochodzi z pierwszej cerkwi w Gorzowie Wielkopolskim.